# Lenguas del mar de Halmahera
Las lenguas del mar de Halmahera o lenguas de Raja Ampat y Halmahera meridional son una rama de lenguas malayo-polinesias habladas en las islas del mar de Halmahera y en las costas del mismo desde la costa sureste de Halmahera a las islas Raja Ampat de la punta occidental de Nueva Guinea.
Las lenguas de las islas Raja Ampat Islands muestran una fuerte influencia sustrato de las lenguas papúes; y existen dudas sobre si deben considerarse como lenguas propiamente austronesias o lenguas papúes relexificadas a partir del malayo-polinesio.

## Clasificación interna
Remijsen (2001) y Blust (1978) relacionan las lenguas de Raja Ampat a las lenguas de Halmahera meridional.  David Kamholz (2014) divide el grupo de Raja Ampat, de tal manera que la clasificación interna de estas lenguas es:
- Halmahera meridional
- Ambel–Biga: Waigeo (Ambel), Biga
- As
- Maden
- Maya–Matbat: Matbat, Ma'ya (Salawati, Laganyan (Legenyem), Wauyai, Kawe, Batanta; tal vez lenguas distintas y no dialectos de la misma lengua)

## Comparación léxica
Los numerales en diferentes ramas de las lenguas austronesias del mar de Halmahera son:
| GLOSA | Halmahera meridional | Halmahera meridional | Halmahera meridional | Halmahera meridional | Waigeo | As      | Ma'ya-Matbat | Ma'ya-Matbat    | PROTO- HALMAHERA |
| GLOSA | Taba                 | Buli                 | Sawai (Weda)         | Gebe                 | Waigeo | As      | Matbat       | Ma'ya           | PROTO- HALMAHERA |
| ----- | -------------------- | -------------------- | -------------------- | -------------------- | ------ | ------- | ------------ | --------------- | ---------------- |
| 1     | p-so                 | púso                 | pusɔ                 | pisa                 | ki'tɛm | sa/ tèm | i-tɛ³m       | kaʔte¹²m/ ʔaksa | *-tem/ *-sa      |
| 2     | p-lu                 | pilú                 | pɛluwɛ               | pilu                 | low    | lu      | i-lu³        | lu³             | *-lu(w)          |
| 3     | p-tol                | pitól                | pɛtelɛ               | pitol                | tul    | tu      | i-to³l       | to³l            | *-tol            |
| 4     | p-hot                | pifát                | pɛfotɛ               | pifat                | fat    | fat     | i-fa³t       | fa¹²t           | *-fat            |
| 5     | p-lim                | pilím                | pɛlimɛ               | pilim                | lim    | lim     | i-li³m       | li³m            | *-lim            |
| 6     | p-wonom              | piwónam              | pɛwonɛmɛ             | piwonom              | wa'nom | wonom   | i-nɔ¹²m      | wo²¹no³m        | *wonom           |
| 7     | p-hit                | pifít                | pɛfitɛ               | pifit                | fit    | fit     | i-fi³t       | fi³t            | *-fit            |
| 8     | p-wal                | piwái                | pɛwalɛ               | piwal                | wal    | wal     | i-wa³l       | wa³l            | *-wal            |
| 9     | p-siwo               | isíwe                | pɛpɔpɛtɛ             | pisiu                | siw    | siw     | i-si³w       | si³             | *-siwa           |
| 10    | yo ha so             | yafasá               | yɔfɛsɔ               | wot͡ʃa                | lafe   | èfeh    | ya⁴¹         | la²¹fa³         | *lafesa          |